# Соломонко Василь Васильович
Васи́ль Васи́льович Соломо́нко (1 червня 1927, Буштина, Чехословаччина — 24 січня 2018, Львів, Україна) — радянський та український футболіст, тренер, арбітр і спортивний функціонер. Один із засновників футбольного клубу «Карпати» (Львів). Заслужений тренер УРСР (1966). Заслужений працівник фізичної культури і спорту України (1993). Професор (з 1990 року), кандидат педагогічних наук (1973).

## Життєпис
Василь Соломонко народився у селищі міського типу Буштина в Словаччині (нині Тячівський район Закарпаття), де й почав займатися футболом. Першим тренером хлопця був Антоній Азарія. З 1941 по 1947 роки виступав на позиції центрального захисника в аматорських командах «Левенте» (Буштино), «Партизан» (Виноградів), «Бокораш-Плотогон» (Буштино). Протягом 1948–1949 років захищав кольори львівського «Спартака», що виступав у другій групі чемпіонату СРСР. Згодом продовжив виступи в аматорських колективах Західної України, серед яких були ОБО (Львів), «Динамо» (Луцьк), «Іскра» (Львів) та львівський «Харчовик».
У 1951 році Соломонко закінчив Львівський інститут фізичної культури і спорту та розпочав викладати на кафедрі фізичного виховання Львівського зооветеринарного інституту. З 1953 року працював на кафедрі спортивних та рухливих ігор Львівського інституту фізичної культури, очолював кафедру з 1960 по 1965 роки.
У 1961–1962 роках був головним тренером футбольного клубу «Сільмаш», разом з яким здобув путівку до класу «Б» чемпіонату СРСР, однак у 1963 році клуб було розформовано і створено нову львівську команду — «Карпати», у розбудові якої активну участь брав і Василь Соломонко. Крім того, очолював молодіжну збірну Львівської області, був членом тренерської ради при федераціях футболу СРСР, УРСР та науково-методичної групи при збірній Львівської області. Очолював Федерацію футболу Львівщини. У 1966 році був удостоєний почесного звання «Заслужений тренер УРСР». Був арбітром національної категорії.
У 1973 році отримав вчений ступінь кандидата педагогічних наук, захистивши дисертацію на тему «Інтенсифікація рухової активності футболістів вищої кваліфікації». У 1990 році Василеві Соломонку було присвоєно почесне звання професора. Працював на посадах голови методичної ради з фізичного виховання вищих навчальних закладів Львівщини та заступника голови методичної ради з фізичного виховання аграрних вузів України. Відмінник педагогічних наук України. Заслужений працівник фізичної культури і спорту України з 1993 року. Автор понад 200 наукових та навчально-методичних праць.

## Сім'я
- Син — Соломонко Олександр Васильович (1952 р.н.). Футбольний науковець, керівник комплексної науково-методичної групи ФК «Карпати», тренер-консультант низки українських футбольних клубів, кандидат педагогічних наук[3].

## Звання та нагороди
- Заслужений тренер УРСР (1966)
- Заслужений працівник фізичної культури і спорту України (1993)
- Кандидат педагогічних наук (1973)
- Професор Львівського державного університету фізичної культури (1990)
- Відмінник педагогічних наук України[1]

## Вибрана бібліографія
- Соломонко В. В. Новобранцям футбола. — Київ: Здоров'я, 1970. — 97 с.
- Соломонко В. В. Єдиноборства у футболі. — Київ: Здоров'я, 1981. — 86 с.
- Соломонко В. В. Тренировка вратаря в футболе. — Київ: Здоров'я, 1986. — 122 с. (рос.)
- Соломонко В. В., Лисенчук Г. А., Соломонко О. В. Футбол. — Київ: Олімпійська література, 2005. — 296 с. ISBN 966-7133-76-1
- Соломонко В. В. Футбол у школі //Посібник для вчителів шкіл. — Київ: Рада, 2011. — 293 с.